# Operacja Mallard
Operacja Mallard – kodowa nazwa operacji wojsk powietrznodesantowych armii brytyjskiej przeprowadzonej 6 czerwca 1944 roku jako element alianckiego lądowania w Normandii.
Celem operacji było przerzucenie szybowcami transportowymi żołnierzy 6 Brygady Powietrznodesantowej i pododdziałów dywizyjnych celem wsparcia 6 Dywizji Powietrznodesantowej na lewym skrzydle brytyjskich plaż inwazyjnych. Wykorzystując dwa obszary lądowania, jeden na zachód od kanału Caen i drugi na wschód od rzeki Orne, Mallard była trzecią operacją powietrznodesantową tej dywizji w dniu lądowania w Normandii. Pierwsza, operacja Deadstick, doprowadziła do zajęcia mostów „Pegaz” i „Horsa”. W trakcie trwania drugiej (operacja Tonga), zrzucono dwie brygady spadochronowe na wschód od Caen.
W trakcie operacji Mallard do stref lądowania dotarło 246 z 256 szybowców holowanych przez samoloty z 38 i 48 Grupy RAF. W lądowaniu wzięły udział, po raz pierwszy, czołgi dostarczone do rejonu walk drogą powietrzną.

## Podłoże
Plan lądowania w Normandii obejmował pięć uderzeń z morza, wraz z pomocniczymi lądowaniami na skrzydłach sił powietrznodesantowych w wykonaniu spadochroniarzy brytyjskich i amerykańskich.

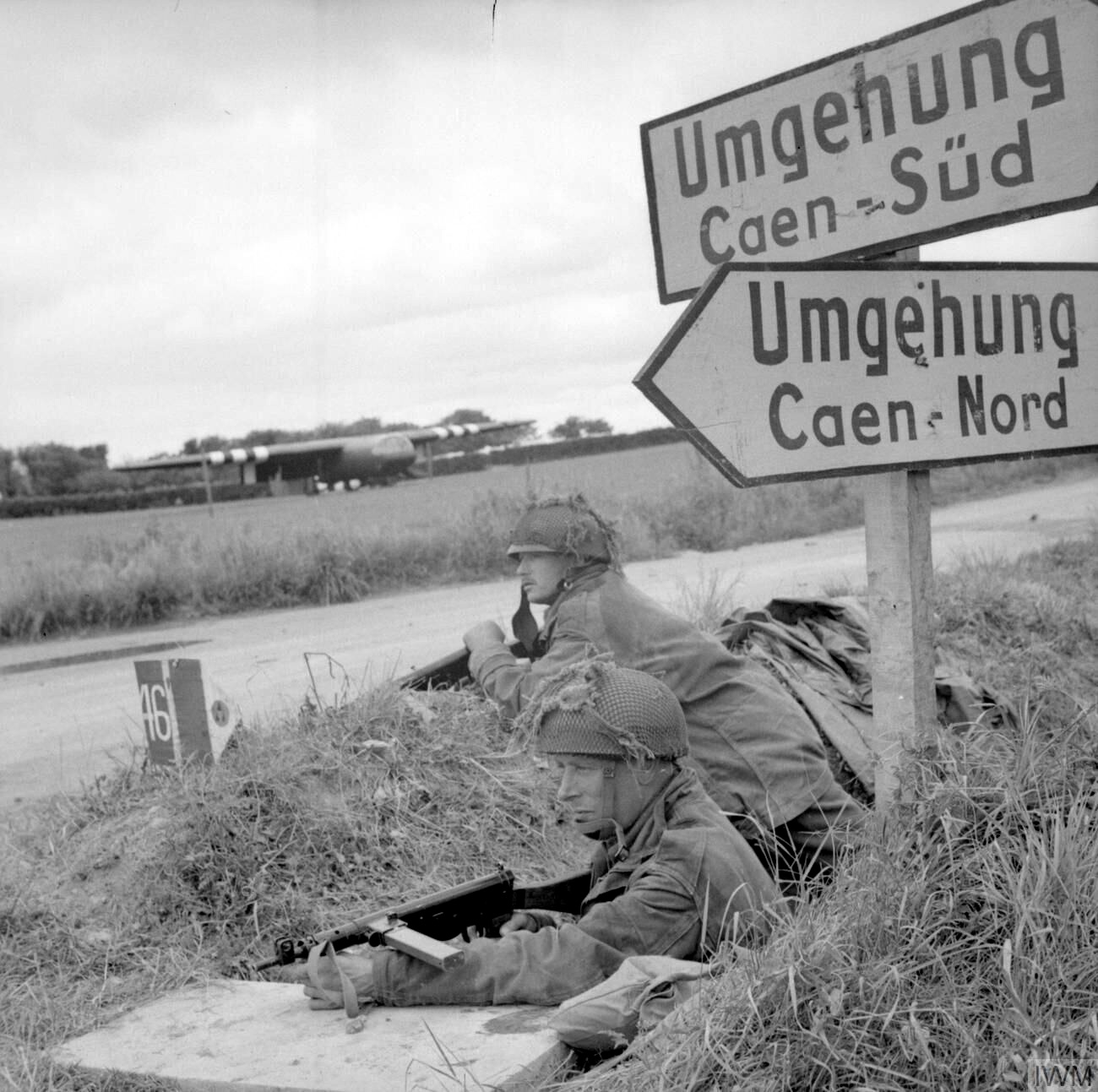
Spadochroniarze 6 Dywizji Powietrznodesantowej na pozycji pod Ranville, w głębi szybowiec Horsa

W swej pierwszej akcji bojowej niedoświadczona 6 Dywizja Powietrznodesantowa miała wylądować na lewym skrzydle brytyjskiego odcinka lądowania. Głównym zadaniem w dniu lądowania było zdobycie i utrzymanie w stanie nienaruszonym dwóch mostów na kanale Caen i rzece Orne. Drugim zadaniem dywizji było zniszczenie baterii dział w Merville, która mogła zagrażać okrętom i jednostkom desantowym lądującym na Plaży Sword. By zapobiec uderzeniu posiłków niemieckich od wschodu, 6 Dywizja Powietrznodesantowa powinna zniszczyć mosty na rzece Dives, a następnie okopać się wokół Ranville i osłaniać lewe skrzydło wojsk nacierających od strony plaż.
Podczas operacji Deadstick wzmocniona kompania 2. batalionu Pułku Lekkiej Piechoty Oxfordshire and Buckinghamshire zdobyła w nocy 5/6 czerwca dwa mosty. W operacji Tonga udział wzięły dwie brygady spadochronowe dywizji. 5 Brygada Spadochronowa zapewniała obronę zdobytych mostów, rozwijając się na wschód i zachód od kanału i rzeki. 3 Brygada Spadochronowa zniszczyła baterię pod Merville oraz mosty na rzece Dives, po czym cofnęła się zajmując pozycje obronne na wschód od 5 Brygady Spadochronowej.
Siła trzeciej formacji 6 Dywizji Powietrznodesantowej, 6 Brygady Powietrznodesantowej, niemal dorównywała sile obu brygad spadochronowych razem wziętych. Dotkliwy brak samolotów transportowych oznaczał, że brygada ta nie mogła zostać przetransportowana do Normandii razem z resztą pododdziałów dywizji. Stan osobowy każdego z trzech batalionów brygady wynosił 806 ludzi w czterech 4-plutonowych kompaniach strzeleckich oraz w kompanii wsparcia składającej się z dwóch plutonów przeciwpancernych uzbrojonych w cztery armaty 6-funtowe każdy, dwóch plutonów moździerzy (po sześć moździerzy 3-calowych) i dwóch plutonów karabinów maszynowych. Nie planowano przerzucenia brygady w ramach operacji Mallard – wszystko miało zależeć od tego, jak będą sobie radzić pozostałe oddziały 6 Dywizji Powietrznodesantowej i siły, które przeznaczono do lądowania na Plaży Sword.

### Szybowce

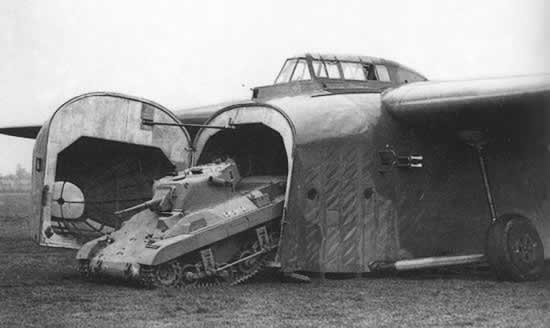
Czołg M22 Locust opuszcza ładownię szybowca General Aircraft Hamilcar

Samoloty, które wróciły z wcześniejszych lotów nad kontynent, zostały ponownie zatankowane, naprawione w razie potrzeby i przygotowane do kolejnej misji holowania szybowców w godzinach wieczornych. W skład flotylli desantowej wchodziło 226 szybowców Airspeed Horsa. Posiadając 27-metrową rozpiętość skrzydeł i długość 20 m, Horsa mógł unieść maksymalnie 7 140 kg, co oznaczało dwóch pilotów + 28 żołnierzy (względnie dwa jeepy lub jednego jeepa i działo, lub jednego jeepa z przyczepą). Cięższe wyposażenie dywizji przewoziło trzydzieści szybowców General Aircraft Hamilcar. Dwadzieścia z nich było przystosowanych do przewozu lekkich czołgów (wraz z załogami) należących do Pułku Rozpoznawczego 6 Dywizji Powietrznodesantowej, cztery dalsze przewoziły cysterny z paliwem (dla bezpieczeństwa bez załóg), trzy transportowały Universal Carriery z załogami, a trzy ostatnie dwa Universal Carriery z 3-calowymi moździerzami, jeden Universal Carrier wyposażony w urządzenie do restartowania akumulatorów samochodowych, szesnaście motocykli i jeepa.

### Siły niemieckie
Obowiązek obrony pasa nadbrzeżnego spoczywał na 716 Dywizji Piechoty, składającej się z ośmiu batalionów mających obsadzić 34 km Wału Atlantyckiego. Słabo wyposażona w broń cudzoziemskiego pochodzenia dywizja składała się z poborowych z terenów Polski włączonych do Rzeszy oraz ochotników z Rosji i Francji; Niemcami byli tylko oficerowie i starsi podoficerowie.
Druga jednostka, 21 Dywizja Pancerna, została skierowana do Normandii w maju 1944 roku i rozlokowana częściowo w Vimont na wschód od Caen i w Cairon na zachód od mostu na kanale Caen. 21 Dywizja Pancerna była nową formacją, ale wywodzącą się z jednostki Afrika Korps zniszczonej w Afryce Północnej. Choć uzbrojona w czołgi i pojazdy opancerzone starszych typów, dywizja mogła być groźna, bowiem jej oficerowie i około 2 000 ludzi było weteranami kampanii afrykańskiej. Nieco dalej rozlokowane były 12 Dywizja Pancerna SS „Hitlerjugend” w Lisieux i Dywizja Panzer Lehr w Chartres, obie w odległości mniejszej niż dzień marszu od Caen.

## Mallard

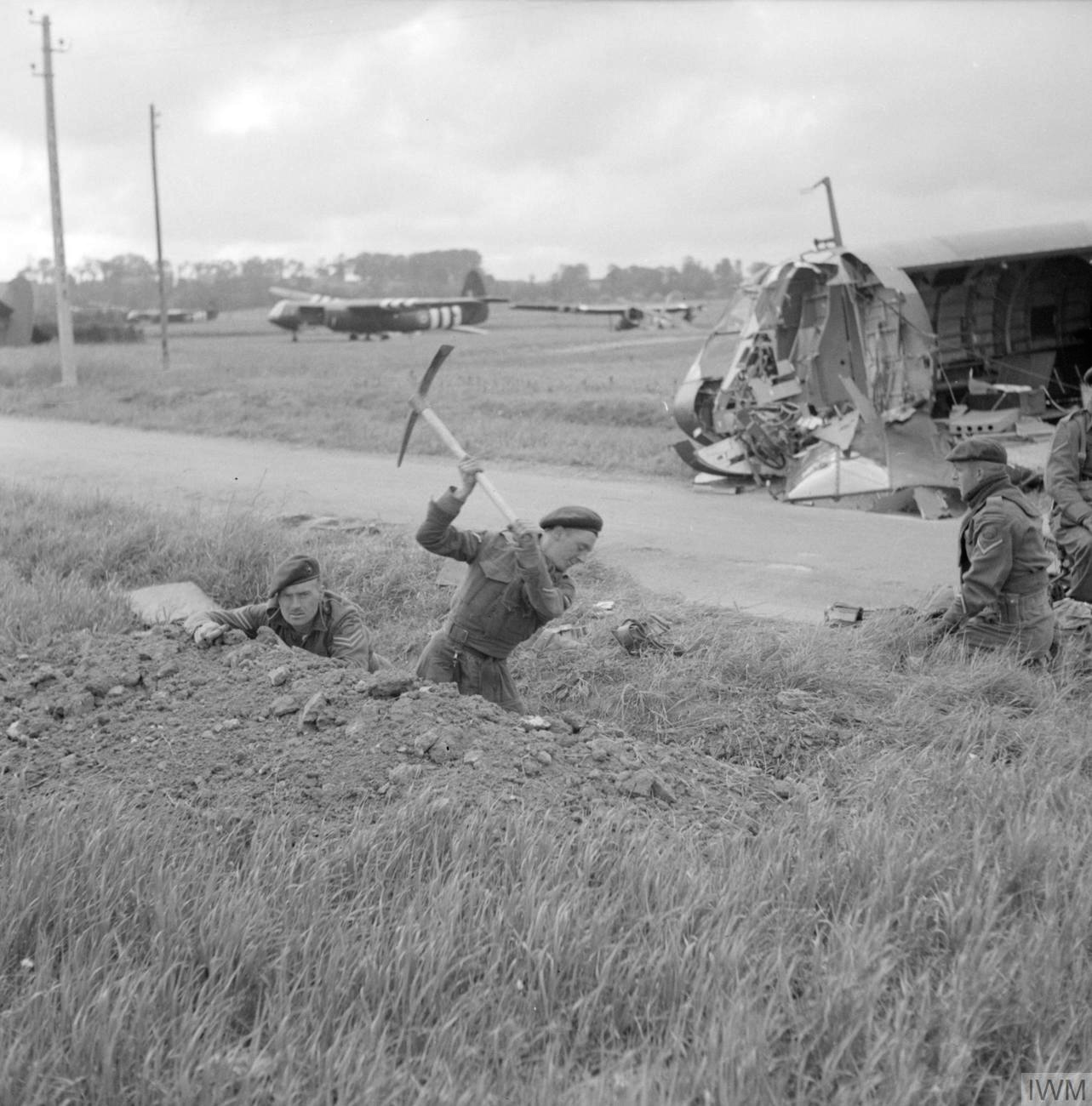
Brytyjscy spadochroniarze kopią okopy; tuż za nimi rozbity szybowiec Horsa

Wobec pierwszych informacji o desantach z morza i powietrza niemiecka 21 Dywizja Pancerna otrzymała po południu 6 czerwca rozkaz przystąpienia do kontruderzenia. Jej dowódcy zostali ostrzeżeni przez generała Ericha Marcksa z LXXXVII Korpusu Armijnego, że:
„jeżeli nie powiedzie wam się zepchnięcie Brytyjczyków do morza, możemy przegrać całą wojnę”.
Na wschód od rzeki Orne 125 Pułk Grenadierów Pancernych ruszył w stronę przechwyconych przez przeciwnika mostów. Kolumna została szybko namierzona. W ciągu następnych dwóch godzin stała się celem ataków alianckiej artylerii i samolotów, co spowodowało ciężkie straty. O godzinie szesnastej 1. batalion 192 Pułku Grenadierów Pancernych i 100 Pułk Pancerny doszły (na zachód od kanału Caen) do wybrzeża wykorzystując lukę pomiędzy plażami Sword i Juno. Tam połączyły się z 736 Pułkiem Piechoty, który odpierał ataki alianckie na Lion-sur-Mer. Niemieckie jednostki umocniły się na plaży i oczekiwały na rozkazy dowódcy dywizji, generała Edgara Feuchtingera.
Tymczasem z Anglii wystartowało 256 szybowców niosących pozostałych żołnierzy i wyposażenie 6 Dywizji Powietrznodesantowej. RAF przeznaczył dla osłony szybowców i holujących je bombowców 15 dywizjonów myśliwskich. Flota powietrzna przebyła La Manche nie niepokojona i dotarła nad Normandię o godzinie 21. Było jeszcze jasno, więc udało się uniknąć poprzednich problemów z nawigacją. Jednak gdy szybowce dotarły do stref lądowań, napotkały ogień dział przeciwlotniczych.

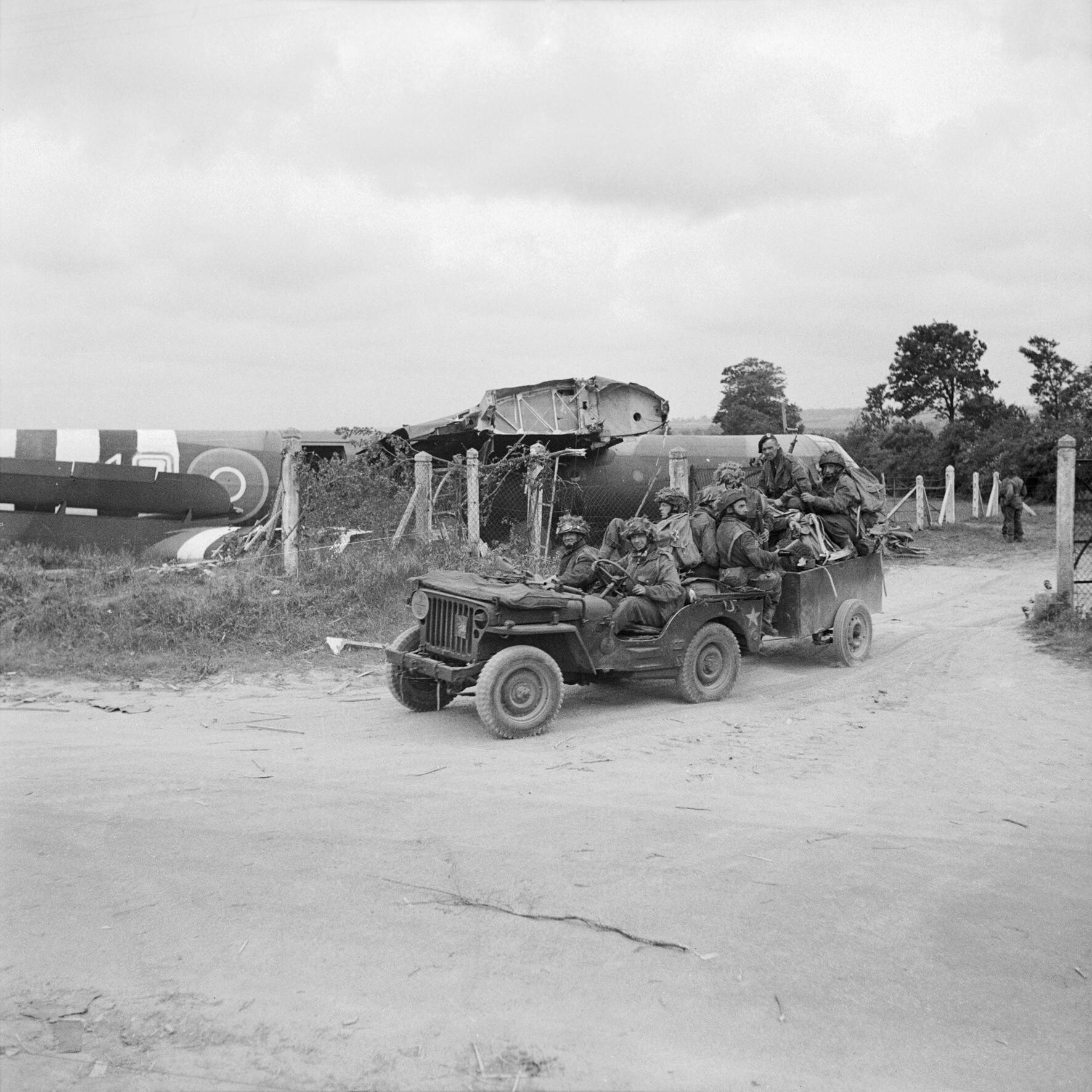
Żołnierze Royal Ulster Rifles w jeepie i na przyczepie opuszczają strefę „N”

Szybowce zmierzały w dwóch kierunkach: ku strefie lądowań „W” na wschód od Saint-Aubin-d’Arquenay i strefie „N” na północ od Ranville. Pozostałe oddziały, w tym 2 Batalion Oxfordshire and Buckinghamshire oraz kompania „A” 12 Batalionu Devonshire Regiment, lądowały w strefie „W”. Wobec ciągłych braków samolotów nawet w dwóch przelotach nie udało się przerzucić wszystkich batalionów Devonshire, pozostałe przybyły drogą morską 7 czerwca. W strefie „N” lądowało dowództwo 6 Brygady, 1. batalion Pułku Royal Ulster Rifles i 6 Pancerny Pułk Rozpoznawczy, ostatni z nich uzbrojony w czołgi lekkie Tetrarch – pierwsze w dziejach czołgi dostarczone na pole bitwy drogą powietrzną. Obserwujący nadlatujące szybowce generał-major Richard Gale napisał później:
„Nie da się wyrazić jak wielką ulgę odczuliśmy widząc te posiłki”.
Niemcy w odpowiedzi na drugą falę desantu powietrznego rozpoczęli ostrzał z moździerzy i broni maszynowej, ale zadane straty były niewielkie. Generał Feuchtinger również obserwował lądowanie szybowców i – obawiając się, że nieprzyjacielskie siły przerwą jego linie łączności – rozkazał tym elementom dywizji, które dotarły do wybrzeża pomiędzy plażami Juno i Sword, wycofać się w stronę Caen. Tym samym przybycie szybowców powstrzymało jedyny kontratak niemieckich jednostek pancernych w dniu lądowania.
Opuściwszy strefę „N”, 1. batalion Royal Ulster Rifles skierował się na południe celem zajęcia miejscowości Longueval i Sainte Honorine. W tym czasie w strefie „N” wylądowała 211. bateria 53 Pułku Artylerii Lekkiej, uzbrojona w osiem haubic 75 mm, która w 30 minut później otworzyła ogień. 2. batalion Pułku Lekkiej Piechoty Oxfordshire and Buckinghamshire, który lądował najdalej w strefie „W”, przekroczył mosty na kanale Caen i rzece Orne. 6 Dywizja Powietrznodesantowa była jedyną formacją aliancką, która w dniu lądowania osiągnęła wszystkie zamierzane cele.

## Rezultaty
Większość batalionów spadochronowych, wobec nieprzewidzianie dużego rozrzutu, była bardzo osłabiona i dopiero posiłki w postaci pododdziałów 6 Brygady wzmocniły siły 6 Dywizji Powietrznodesantowej. O godzinie 11 w dniu 7 czerwca 2 Batalion Oxfordshire and Buckinghamshire zajął miejscowość Escoville leżącą w odległości 5 km na południe od Ranville.
1 Batalion Royal Ulster Rifles zajął bez oporu wieś Longueval znajdującą się 4 km na południowy zachód od Bas de Ranville. Otrzymawszy rozkaz zajęcia odległego o 1,5 km Sainte-Honorine batalion dostał się – na otwartej przestrzeni – zarówno pod ogień artylerii niemieckiej, jak i dział krążownika HMS „Arethusa”. Nie mogąc posuwać się naprzód batalion zatrzymał się w Longueval. 12. batalion Pułku Devonshire przybył wieczorem 7 czerwca i przejął obronę Bas de Ranville.
D-Day kosztował 6 Dywizję Powietrznodesantową 821 zabitych, 2 709 rannych i 927 zaginionych. Dywizja aż do 17 sierpnia pozostawała na stanowiskach utrzymując przedmoście rzeki Orne, patrolując przedpole i przeprowadzając ataki o lokalnym znaczeniu. Następnie przekroczyła rzekę Dives, by 27 sierpnia osiągnąć Berville-sur-Mer. Tam zatrzymała się do początków września 1944 roku, kiedy to została wycofana do Wielkiej Brytanii.